# Silver, guld & misär
Silver, guld & misär är en CD-box med det svenska bandet Imperiet, utgiven 2009.
Boxen innehåller fyra stycken CD-skivor med samtliga Imperiets album som sjöngs in på svenska med B-sidor och outgivna versioner. Boxen innehåller även en CD med elva livelåtar inspelade från olika tillfällen. Förutom skivorna innehåller boxen en live-DVD och en personlig essä om bandet skriven av Marcus Birro.

## Låtlista

### CD1 (Rasera + Mini-LP)
1. Alltid rött, alltid rätt
2. Rasera
3. Tusentals händer
4. Vita Febern
5. Sjung inte falskt
6. Silver, guld & misär
7. Kom ihåg - den fria världen
8. Guld och döda skogar
9. Blå från Berlin
10. Kontroll i Stockholm
11. Höghus, låghus, dårhus
12. Det glittrar
13. Dekadenser
14. Kickar
15. Kriget med mej själv
16. Gigolo blues
17. Jag kan inte leva utan dig
18. Den nya dansmusiken

### CD 2 (Blå himlen blues)
1. Du ska va president
2. Fred
3. CC Cowboys
4. Århundradets brott
5. Surabaya Johnny
6. Holländskt porslin
7. Tonårs Jesus
8. Blå himlen blues
9. Fat City
10. Moderna män
11. Fred
12. Kom Kom
13. Du ska va president (remix 12")
14. Kickar (remix 12")
15. Min maskin
16. Märk hur vår skugga
17. Balladen om briggen blue bird av hull

### CD3 (Live)
1. Fred (850319 - Orion Teatern, Stockholm)
2. CC Cowboys (850801 - Folkets park, Södertälje)
3. Österns röda ros (870117 - Scandinavium, Göteborg)
4. Cafe Cosmopolite (870117 - Scandinavium, Göteborg)
5. Bibel (870117 - Scandinavium, Göteborg)
6. Århundradets brott (850801 - Folkets park, Södertälje)
7. Jag är en idiot (880830 - Sardines, Oslo)
8. Fat City (850801 - Folkets park, Södertälje)
9. Kanonsång (880911 - Ritz, Stockholm)
10. Blå himlen blues (850319 - Orion Teatern, Stockholm)
11. Var e vargen (880829 - Sardines, Oslo)

### CD 4 (Synd)
1. Var e vargen
2. Österns röda ros
3. Cafe Cosmopolite
4. Dum dum dollar djungel
5. Saker som hon gör
6. Vykort
7. Tennsoldat och eldvakt
8. Bibel
9. Offret
10. Innan himlen faller ner
11. Saker som hon gör (singelversion)
12. Det e inget under
13. Vargen dub
14. Rock'n'roll e död
15. 19hundra80sju

### CD 5 (Tiggarens tal)
1. Jag är en idiot
2. Du är religion
3. Party
4. Kanonsång
5. Ballad om en amerikansk officer
6. ...som eld
7. I hennes sovrum
8. Kung av jidder
9. Tiggarens tal
10. Erotisk politik
11. ...när vodkan gjort oss vackra
12. I hennes sovrum (Elektrisk version)
13. Children of the revolution
14. Running in the rain
15. Österns röda ros
16. Leather boots
17. Saker som hon gör
18. Falsk matematik
19. Bibel

### DVD (Orionteatern)
1. CC Cowboys
2. Kickar
3. Surabaya Johnny
4. Århundradets brott
5. Det glittrar
6. Min maskin
7. Blå himlen blues
8. Fred
9. Radera
10. Alltid rött, alltid rätt
11. Du ska va president
12. Roadhouse Blues
13. Be the President (musikvideo)
14. Fred (live från Orion)
15. Play with Fire (live från Orion)
16. Du ska va president (live från Moderna Museet)
17. Blå himlen blues (live från Moderna Museet)
18. Vita febern (live från Norrockfestivalen)
19. I'm an Idiot (live från La Locomotive)

## Listplaceringar
| Lista (2009) | Topplacering |
| ------------ | ------------ |
| Sverige      | 10           |